# TXT (band)

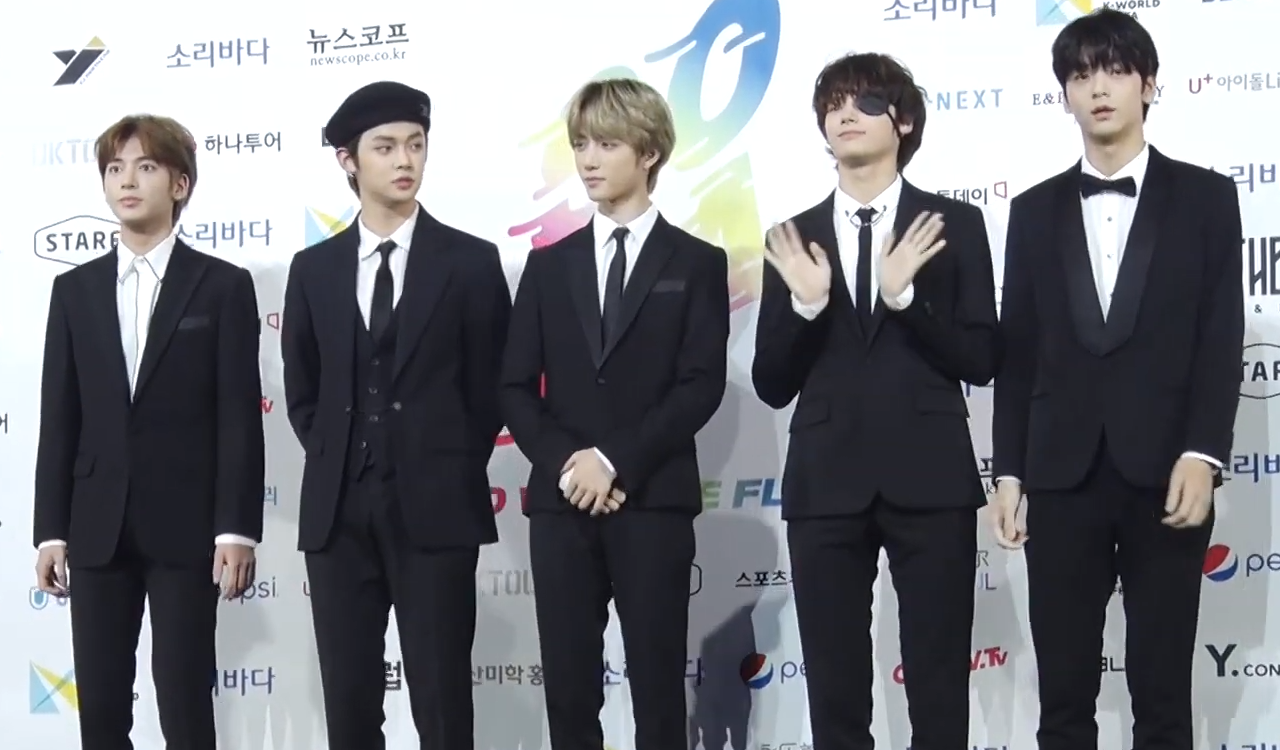
TXT på Soribada Awards i Sydkorea, Augusti 2019. Från vänster: Taehyun, Yeonjun, Beomgyu, Huening Kai och Soobin.

Tomorrow x Together (mer kända som TXT) är ett sydkoreanskt band. De debuterade den 4 mars 2019 med ep:n The Dream Chapter: Star som fick höga placeringar på bland annat Billboardlistan.
Bandet är en del av Bighit Entertainment, samma skivbolag som även BTS (musikgrupp) har skivkontrakt med. 
TXT består av de 5 medlemmarna Yeonjun, Soobin, Beomgyu, Taehyun och Huening Kai.